# کالاتیا ماکویانا
کالاتیا ماکویانا(نام علمی: Calathea makoyana) نام یک گونه از تیره مارانتائیان است.